# Perdita xanthoxyli
Perdita xanthoxyli är en biart som beskrevs av Timberlake 1968. Perdita xanthoxyli ingår i släktet Perdita och familjen grävbin. Inga underarter finns listade i Catalogue of Life.